# Kriptoanaliza
Kriptoanaliza je znanstvena disciplina, ki raziskuje postopke dešifriranja skritega besedila (tajnopisa) brez predhodnega poznavanja ključa. Predstavlja eno od temeljnih vej kriptologije. Njeno nasprotje je kriptografija.
Za začetnike kriptoanalize veljajo Arabci. Leta 815 je kalif al Mamum ustanovil Bait al Hikman (Hiša modrosti), ki je bila ustanova, posvečena knjigam, prevajanju in razbijanju šifer.
Od vsega začetka se je kriptoanaliza opirala na matematiko, predvsem na logiko in statistiko.

## Delitev
- linearna kriptoanaliza
- diferencialna kriptoanaliza
- diferencialno-linearna kriptoanaliza
- frekvenčna kriptoanaliza
- kriptoanaliza asimetričnih kriptobesedil